# Шатобриан (город)

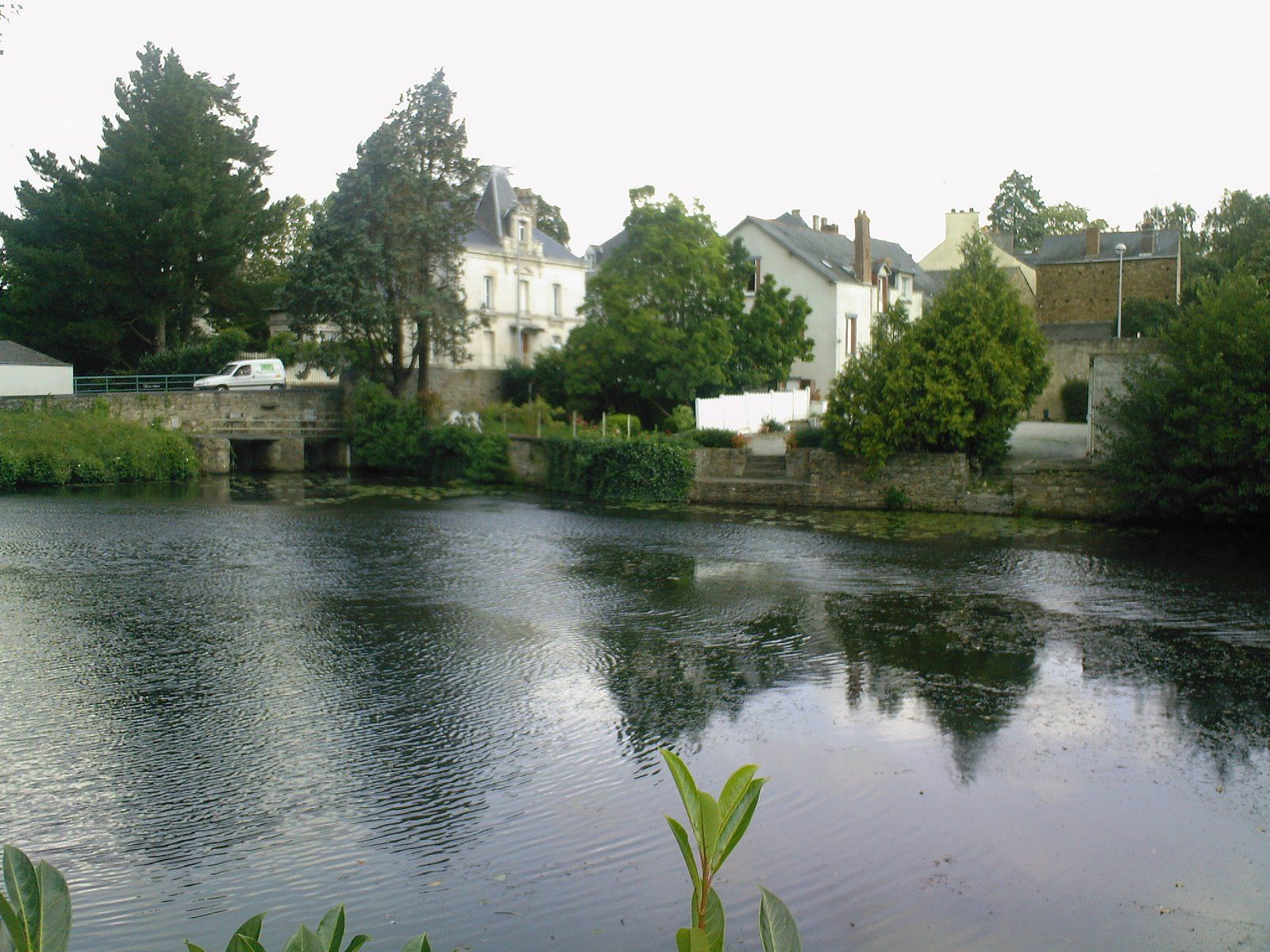
В замке Шатобриан

Шатобриа́н (Châteaubriant) — коммуна на западе Франции, находится в регионе Пеи-де-ла-Луар, департамент Атлантическая Луара, центр округа Шатобриан-Ансени и кантона Шатобриан. Расположена в 61 км к северу от Нанта и в 50 км к югу от Ренна, в 27 км от автомагистрали N137, в месте слияния рек Шер и Роллар. В центре города находится станция Шатобриан, конечная железнодорожной линии Нант-Шатобриан и линии трамвая-поезда Шатобриан-Ренн.
Население (2017) — 11 974 человека.

## История

### Древняя история и античность
В окрестностях Шатобриана сохранились следы пребывания человека с древнейших времен. Несмотря на действия аббата Коттё, который построил кальварию в поселке Луисферт из мегалитов и был прозван за это «великим разрушителем менгиров», несколько мегалитов в деревнях, входящих в коммуну Шатобриан, сохранились. Также при раскопках были обнаружены предметы каменного века. Галлы добывали железную руду из расположенного здесь месторождения и построили поблизости деревню, названную Бере. Какому именно племени принадлежала эта территория, точно неизвестно, так как она находилась на стыке владений андов, редонов, венетов и намнетов.
При римлянах через Бере проходила дорога из Condevicnum (Нанта) в Condate (Ренн). В VI веке сюда стали проникать бретонцы, территория вошла в состав королевства Бретань.

### Средние Века
История собственно Шатобриана начинается в начале XI века, когда некто Бриан (союзник графа Ренна) построил замок на пустыре у слияния рек Шер и Роллар. Этот замок призван был защищать юго-восточные Бретани от Французского королевства. Позднее он основал в Бере приорат Святого Спасителя под патронажам монахов аббатства Мармутье, ставший ядром будущего города, который позднее разрастался от него на запад и юго-восток. Под своим нынешним названием, фактически означающее «Замок Бриана», город впервые упоминается в документе 1238 года.
Расположенный в стратегически важном месте, город не раз подвергался осадам и был местом сражений. Одной из важнейших была осада французской армией короля Людовика IX, после которой местные сеньоры стали наращивать крепостные стены и занимались этим до XV века.
Средневековый Шатобриан был защищен крепостной стеной, окруженной рвами, соединявшимися на севере с рекой Шер, а на юге — с рекой Роллард. В стене были выбиты пять ворот, из которых одни сохранились до наших дней.
Семейство Бриан, основавшее Шатобриан, давшее ему свое имя, а затем возведшее его в ранг баронства, пресеклось в XIV веке. Им на смену пришли сеньоры Динана, а затем графы де Лаваль.
В 1486 году Франсуаза де Динан, баронесса Шатобриан, выступила против герцога Бретани Франциска II и подписала так называемый «шатобрианский договор», по которому бароны Бретани просили короля Франции разрешить бретонский внутренний конфликт. Договор, фактически предававший Франциска II, стал одной из причин Безумной войны и показал слабость герцогства Бретонского как политического образования. Бретань и Франция вступили в войну, бретонские замки были взяты один за другим французами. Шатобриан был осажден французской армией под командованием Людовика II де Ла Тремуя 15 апреля 1488 года и через неделю сдался.

### Новое время и современность
XVI век ознаменовался действиями Жана де Лаваля, губернатора Бретани с 1531 по 1542 год, который построил ренессансный дворец внутри замка для своей жены Франсуазы де Фуа. Жан де Лаваль завещал Шатбриан коннетаблю Анну де Монморанси. Во время Религиозных войн Шатобриан был одной из штаб-квартир Католической лиги, поскольку эту сторону занимало семейство Монморанси. После казни последнего из них в начале XVII века Шатобриан перешел к принцам дому Конде.
Во время Великой Французской революции Шатобриан был ареной ожесточенных столкновений между республиканцами и роялистами. Именно в это время здесь встретились лейтенант революционной армии Жозеф Леопольд Гюго и скрывающаяся от террора роялистка Софи Требюше, родители знаменитого писателя Виктора Гюго.
В XIX веке Шатобриан был перестроен: разрушены многие средневековые здания, от крепостной стены сохранились только отдельные части, проложены новые бульвары, построены здания мэрии, больницы и новой приходской церкви Святого Николая. На окраине города был построен металлургический завод, работающий на местном сырье, завод сельскохозяйственной техники компании Huard и другие предприятия. С 1877 по 1887 годы три железнодорожные линии соединили Шатобриан с Нантом, Ренном и Орлеаном.
В годы Второй мировой войны в 1940 году немцами был организован концлагерь в котором находилось до 45 000 военнопленных, в основном французы и британцы. В 1941 году заключенных отправили в Германию, а на их место привезли цыган, преступников, проституток, позже их место заняли политические активисты, в основном, коммунисты, которых стали считать заложниками. После убийства коменданта Нанта, 22 октября 1941 года в каменной яме за пределами города были расстреляны 27 заложников. В тот же день близ Нанта был казнён еще 21 заложник. Среди заложников Шатобриана был Ги Моке, 17-летний подросток, ставший символом французского Сопротивления. В городе был установлен памятник жертвам расстрелов.
В 1944 году город бомбили союзники . Они были нацелены на литейные заводы, но бомбы также разрушили часть замка и центр города.
В 60-х годах XX века вдоль автотрассы D771 была построена новая промышленная зона.

## Достопримечательности
- Шато Шатобриан XI века, реконструированный в XIX веке
- Здание мэрии 1850 года
- Галлы 1900 года
- Приходская церковь Святого Николая 1875 года в стиле неоготика
- Церковь Святого Жана XI века, реконструированная в 1889 году, сочетание романского стиля и барокко
- Средневековые дома (особняк Анг, отель Ла-Уссе, особняк Сабо-Руж и другие)

## Экономика
Структура занятости населения:
- сельское хозяйство — 1,2 %
- промышленность — 20,9 %
- строительство — 5,5 %
- торговля, транспорт и сфера услуг — 39,2 %
- государственные и муниципальные службы — 33,2 %

Уровень безработицы (2017 год) — 17,6 % (Франция в целом — 13,4 %, департамент Атлантическая Луара — 11,6 %). 

Среднегодовой доход на 1 человека, евро (2017 год) — 18 730 (Франция в целом — 21 110, департамент Атлантическая Луара — 21 910).

## Демография
Динамика численности населения, чел.

## Администрация
Пост мэра Шатобриана с 2001 года занимает член партии Республиканцы Ален Юно (Alain Hunault). На муниципальных выборах 2020 года возглавляемый им правый блок победил в 1-м туре, получив 61,71 % голосов.
| Период | Период | Фамилия      | Партия                                   | Примечания                                                             |
| ------ | ------ | ------------ | ---------------------------------------- | ---------------------------------------------------------------------- |
| 1959   | 1989   | Ксавье Юно   | Разные правые                            | член Генерального совета департамента, депутат Национального собрания  |
| 1989   | 2001   | Мартин Бюрон | Социалистическая партия                  | член Генерального совета департамента, депутат Европейского парламента |
| 2001   |        | Ален Юно     | Союз за народное движение, Республиканцы | нотариус                                                               |

## Города-побратимы
- Радеформвальд, Германия
- Атлон, Ирландия
- Брабова, Румыния

## Галерея

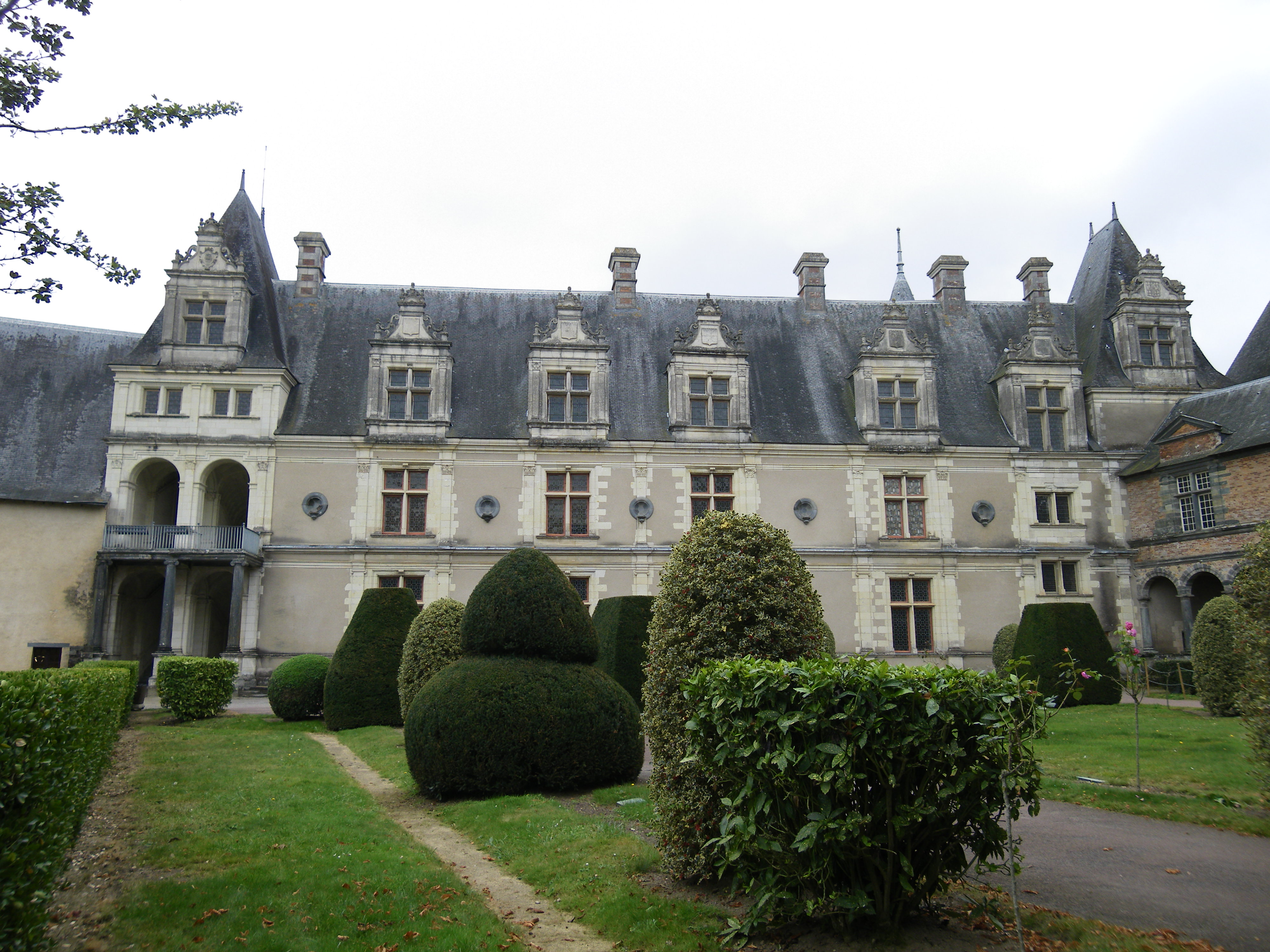
Шато
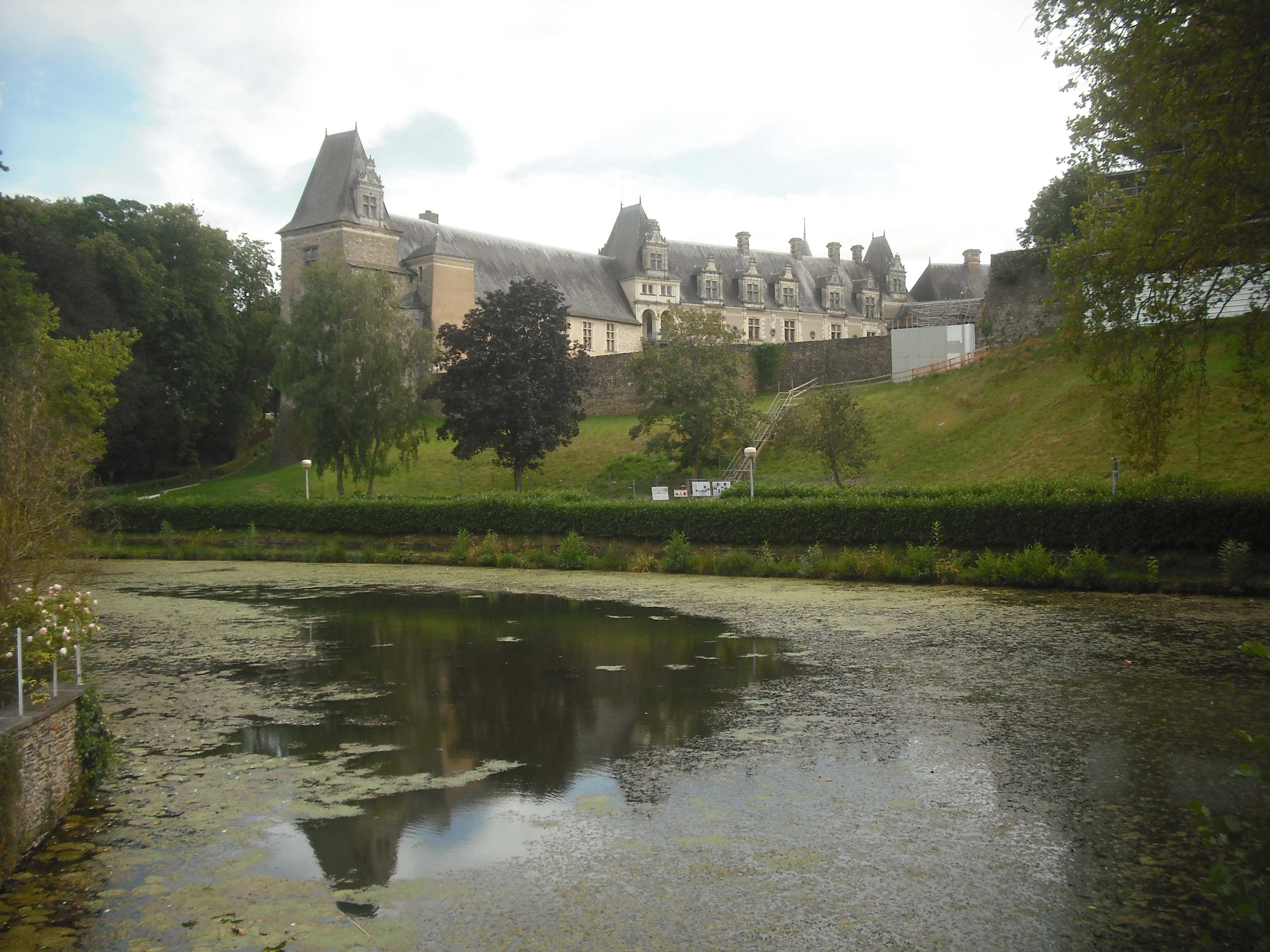
Пруд Ла-Торш и шато
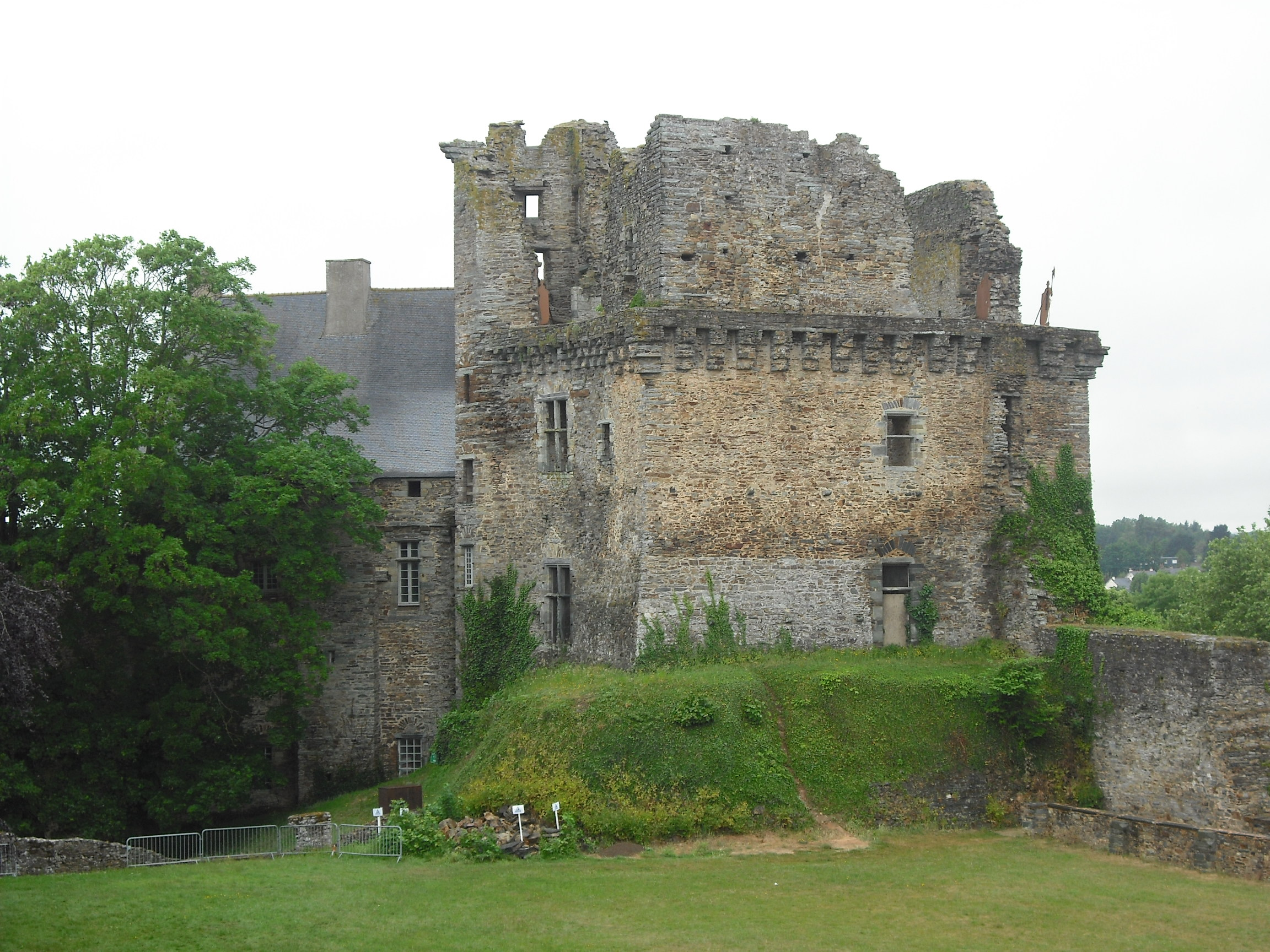
Средневековый донжон
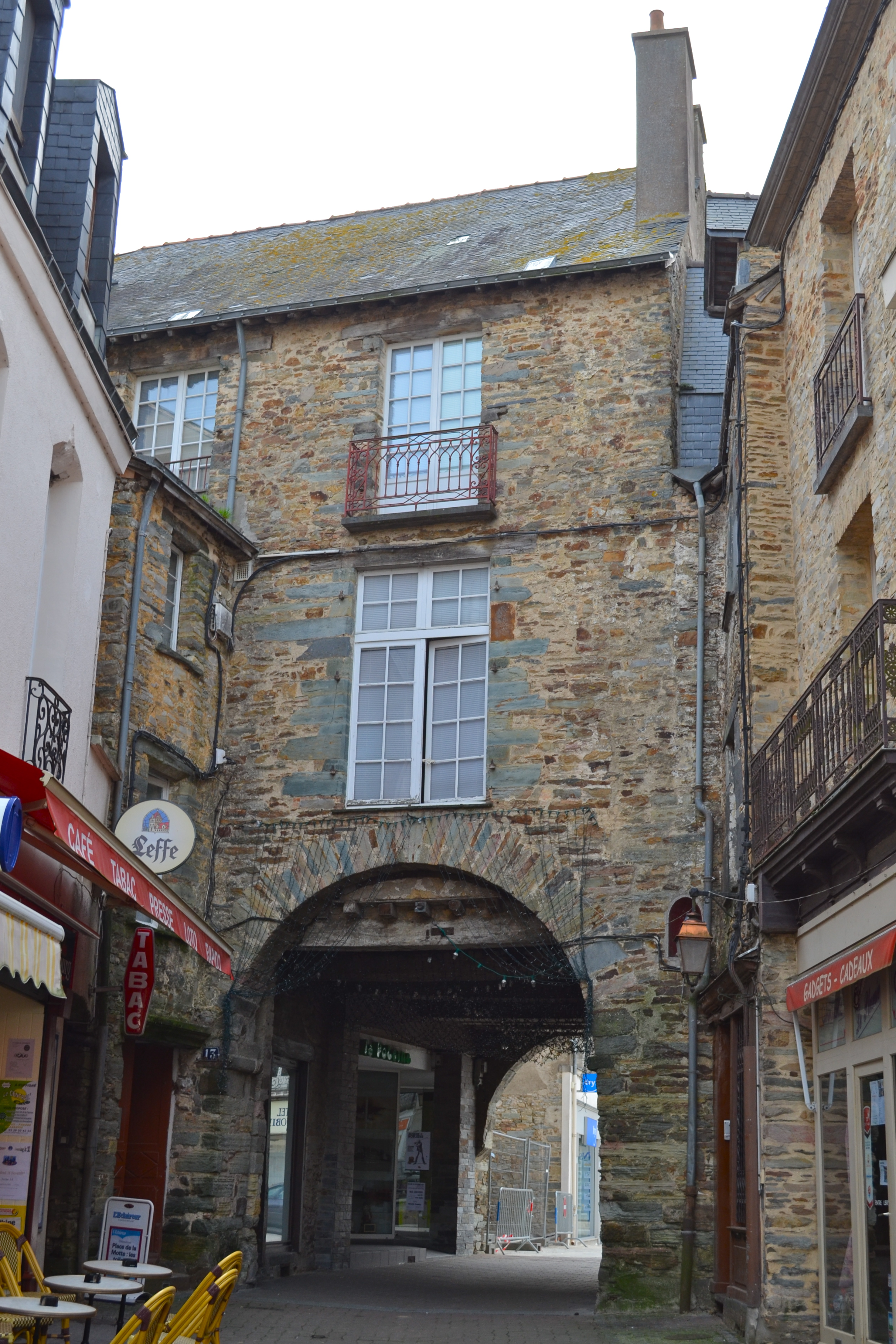
Ворота Порт-Нёв
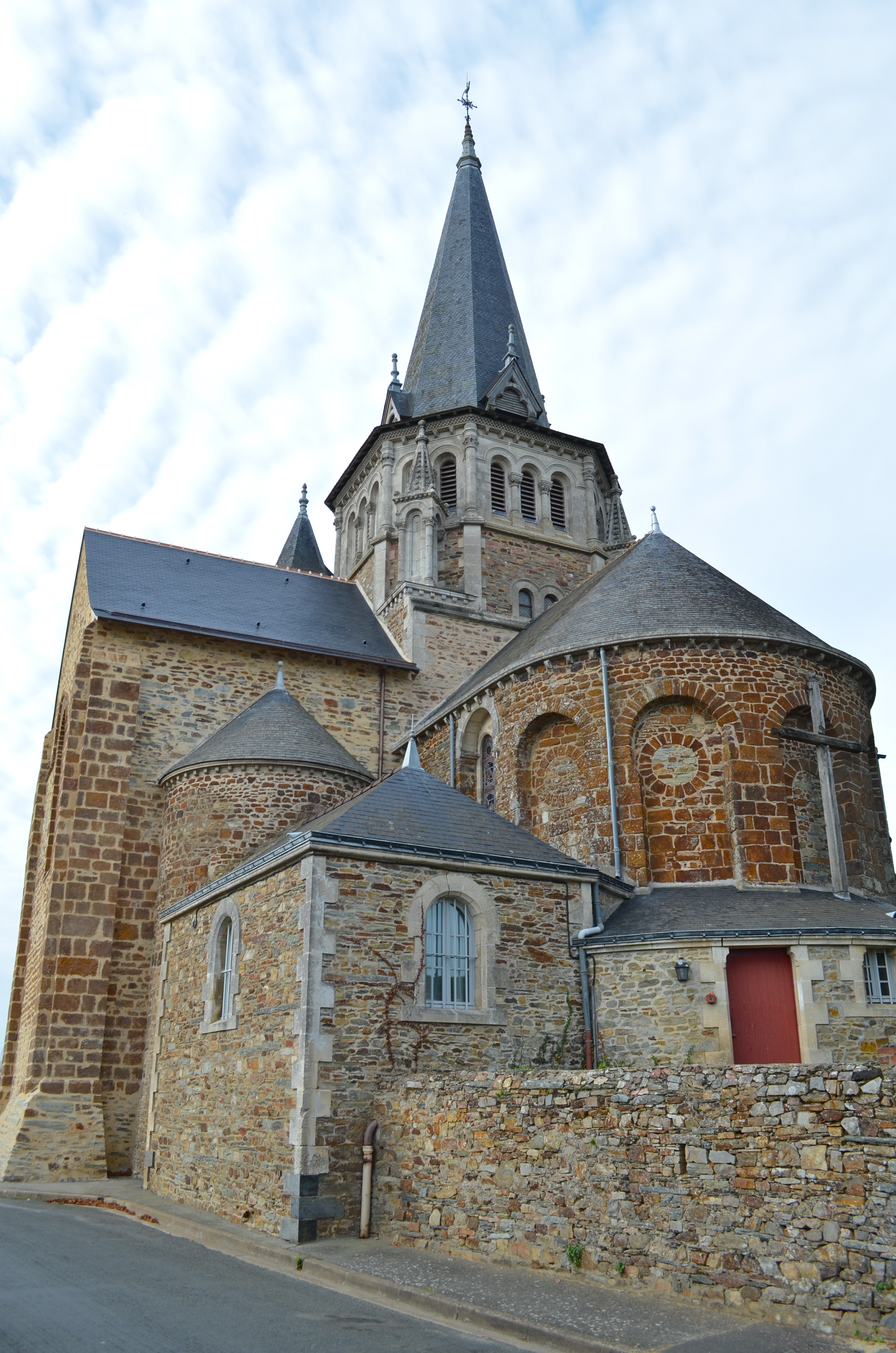
Церковь Святого Жана
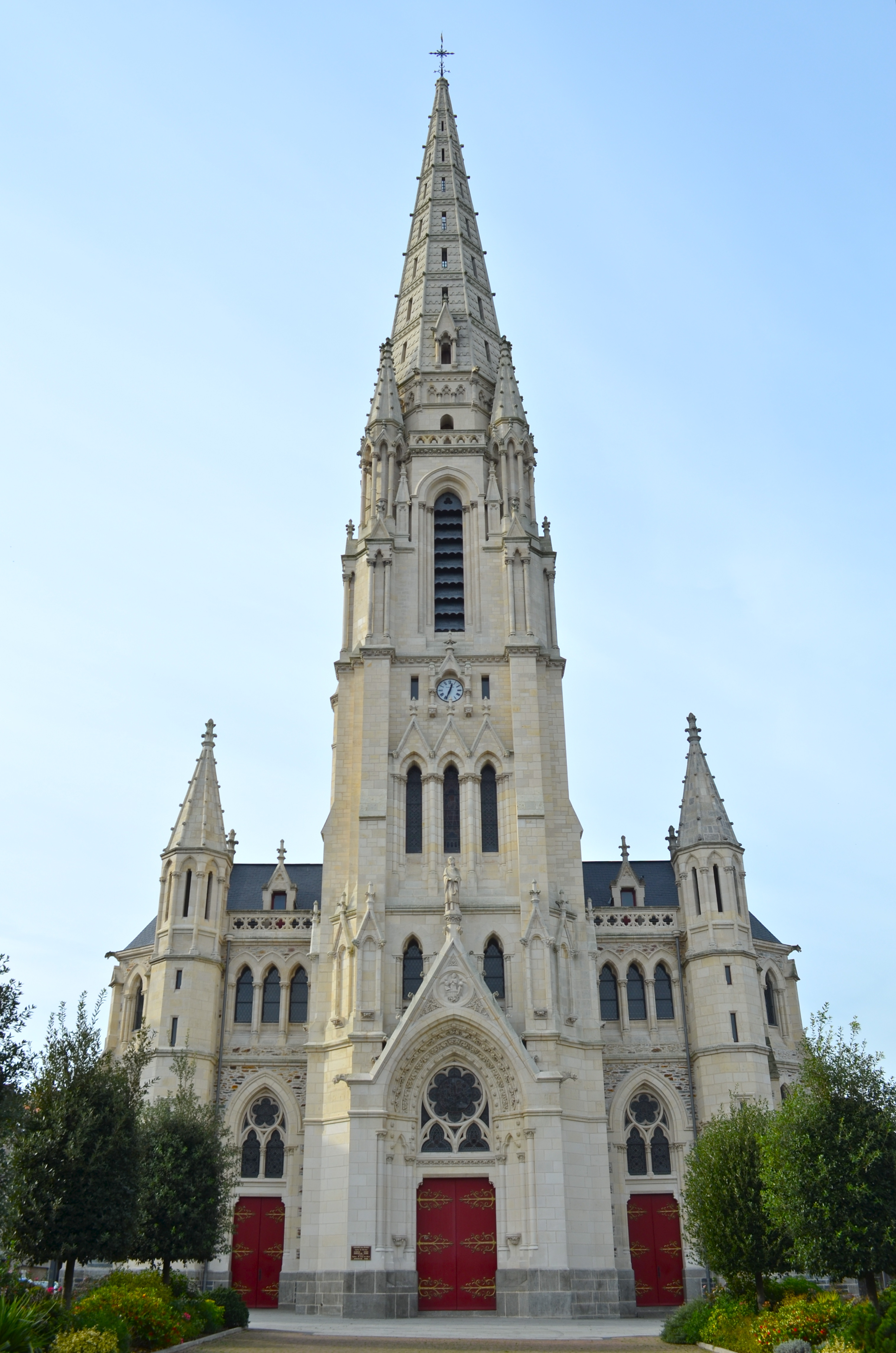
Церковь Святого Николая
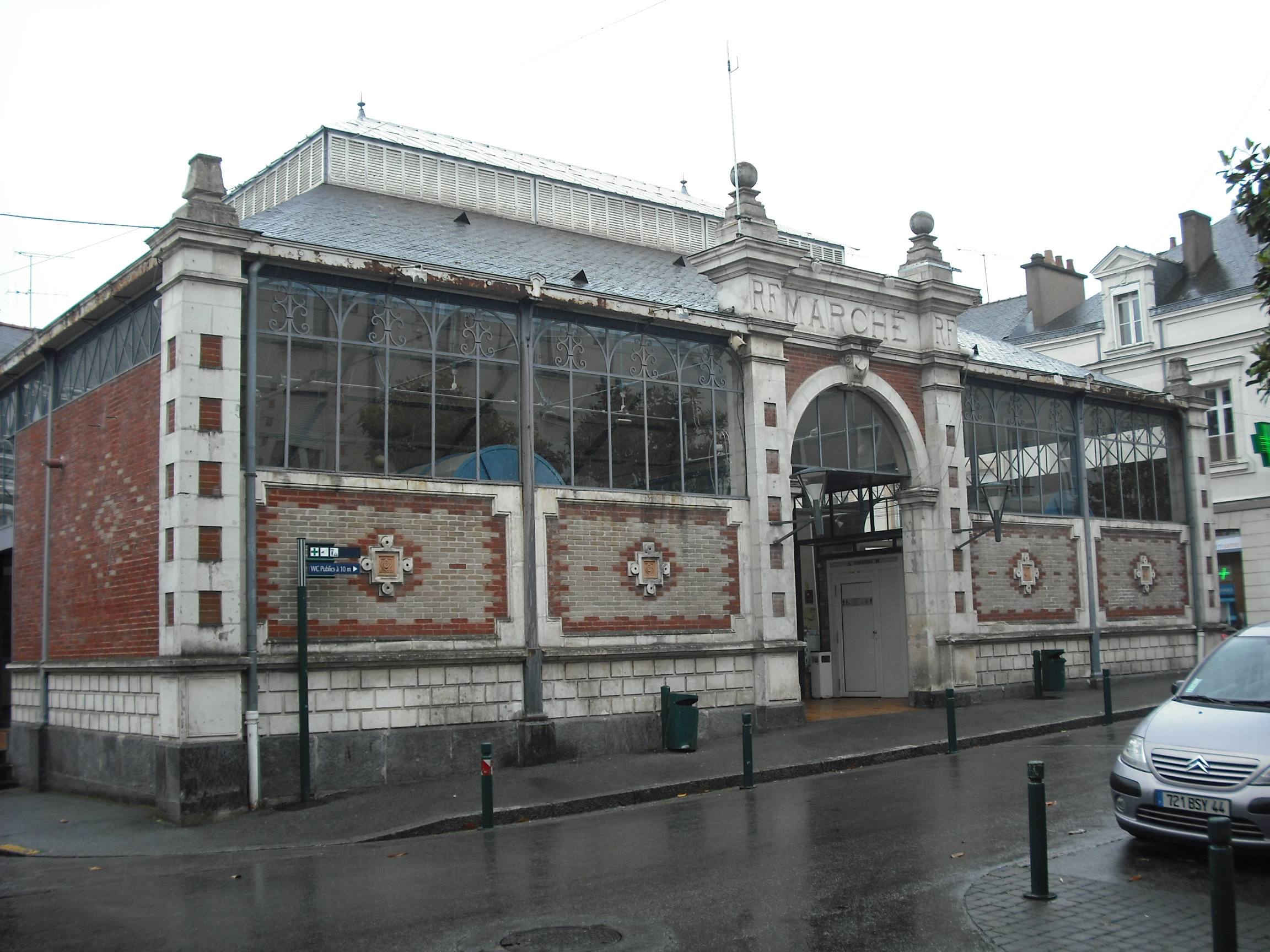
Галлы
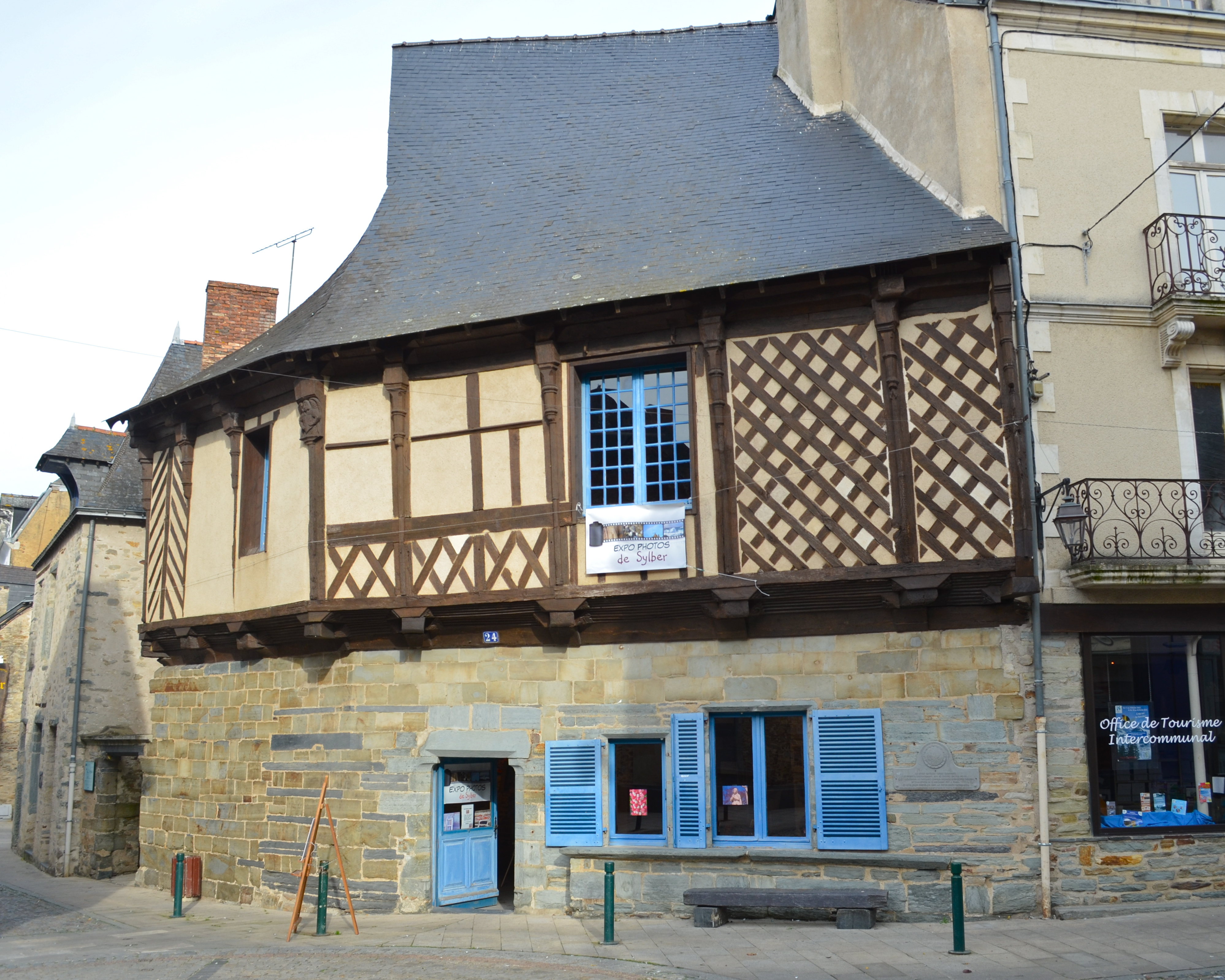
Особняк Анг
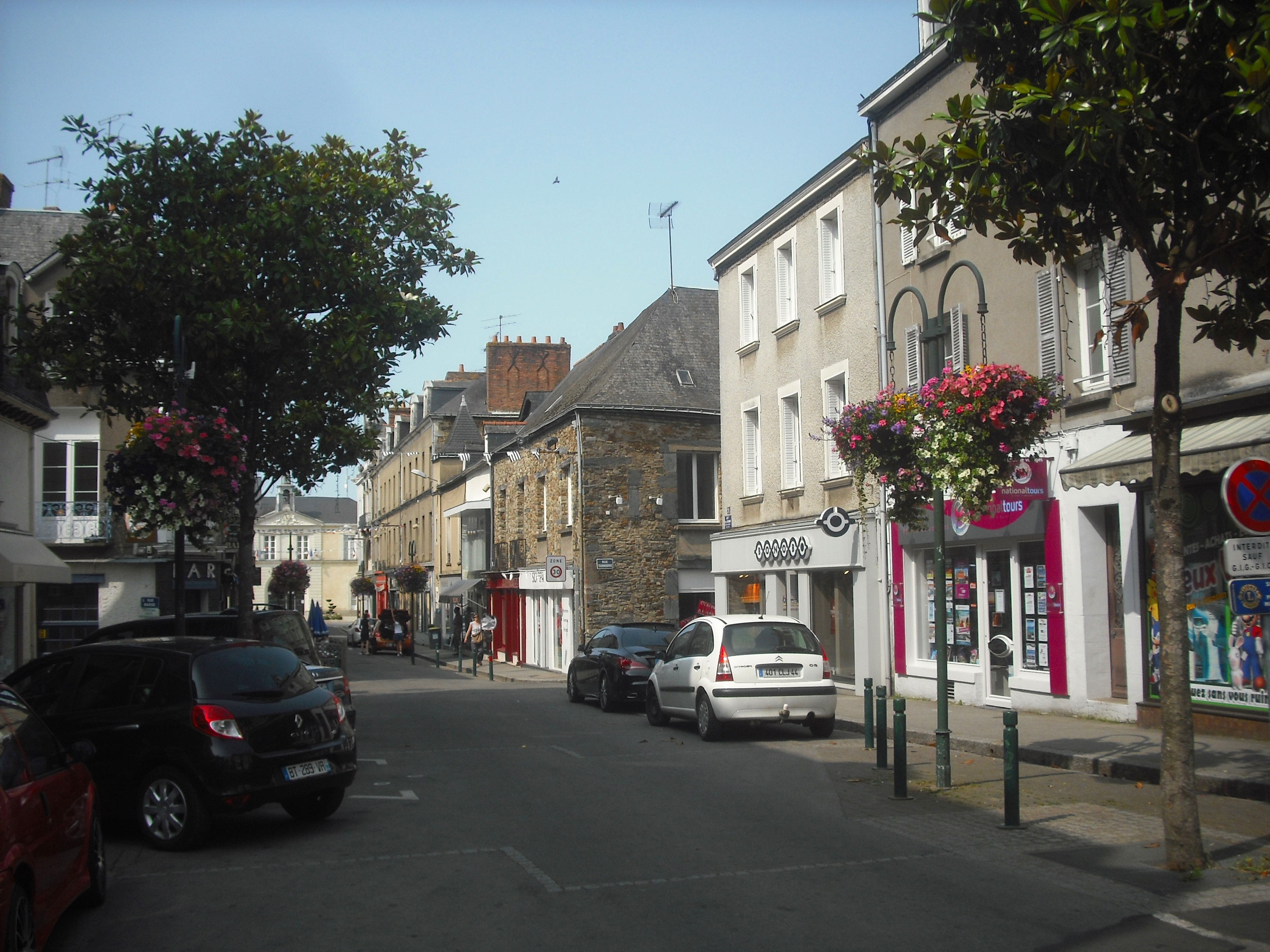
Улица Аристида Бриана